# Polyzonium bonum
Polyzonium bonum är en mångfotingart som beskrevs av Mikhaljova 1979. Polyzonium bonum ingår i släktet Polyzonium och familjen koppardubbelfotingar. Inga underarter finns listade i Catalogue of Life.